# Experiment de Fizeau

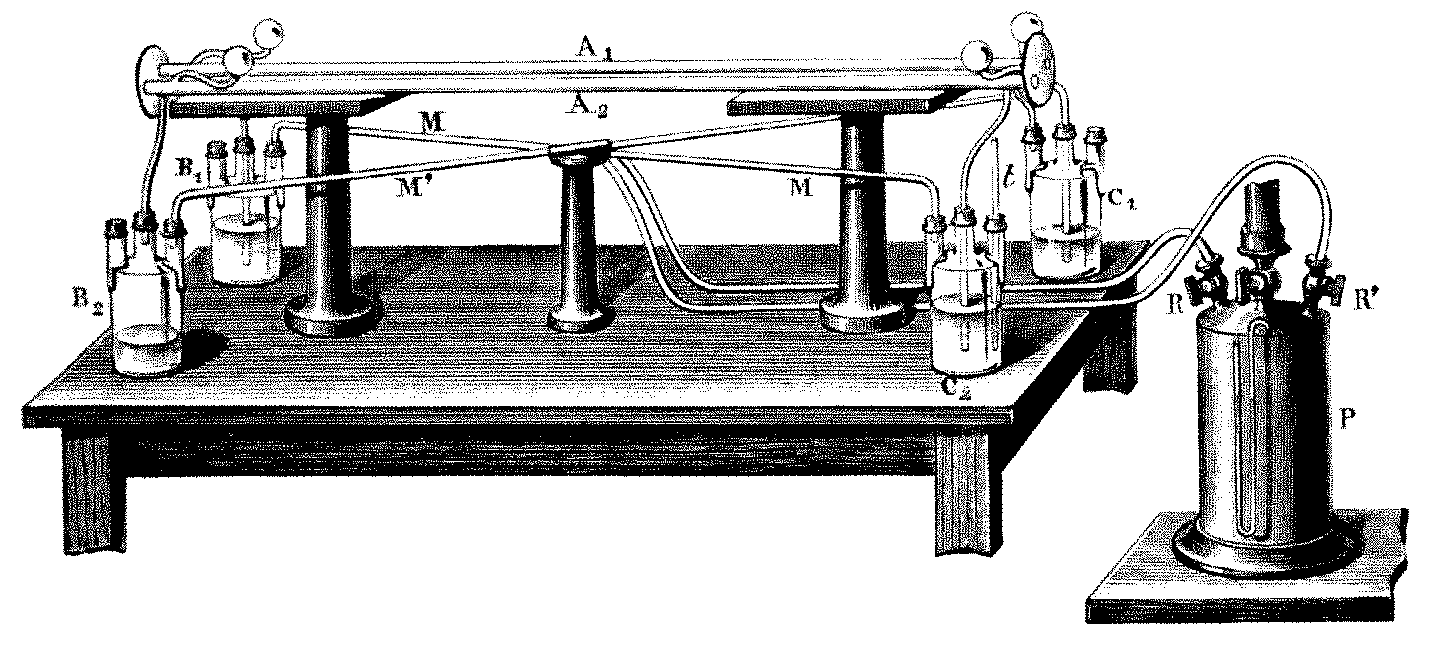
Aparell utilitzat per Mascart seguint el model de Fizeau

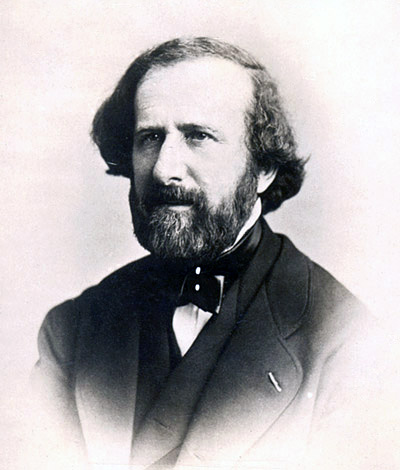
Hippolyte Fizeau

L'experiment de Fizeau fou un experiment d'òptica realitzat pel físic francès Hippolyte Fizeau (1819-1896) el 1851 amb l'objectiu de mesurar les velocitats relatives de la llum en l'aigua en moviment. Fizeau utilitzà un arranjament especial d'interferòmetre per mesurar l'efecte de moviment en un mitjà de la velocitat de la llum. D'acord amb les teories imperants en el moment, la llum que viatja a través d'un medi en moviment seria arrossegada pel medi, de manera que la velocitat mesurada de la llum seria una simple suma de la seva velocitat a través del mitjà més la velocitat del medi. Fizeau de fet detectà un efecte d'arrossegament, però la magnitud de l'efecte que observà fou molt menor del que s'esperava. Els seus resultats aparentment recolzaven l'arrossegament parcial de l'èter segons la hipòtesi de Fresnel, una situació que fou desconcertant per a la majoria dels físics. Amb l'adveniment de la teoria de la relativitat especial més de mig segle després, Albert Einstein pogué donar una explicació satisfactòria de la mesura inesperada de Fizeau. Einstein més tard assenyalà la importància de l'experiment per a la relativitat especial.

## Antecedents

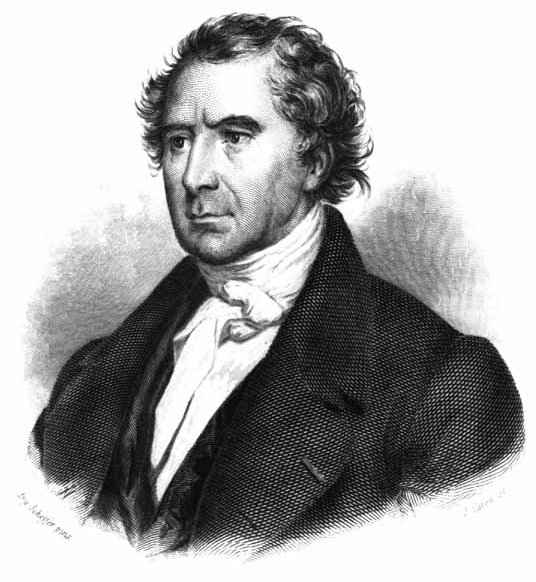
Francesc Joan Domènec Aragó (1786-1853)

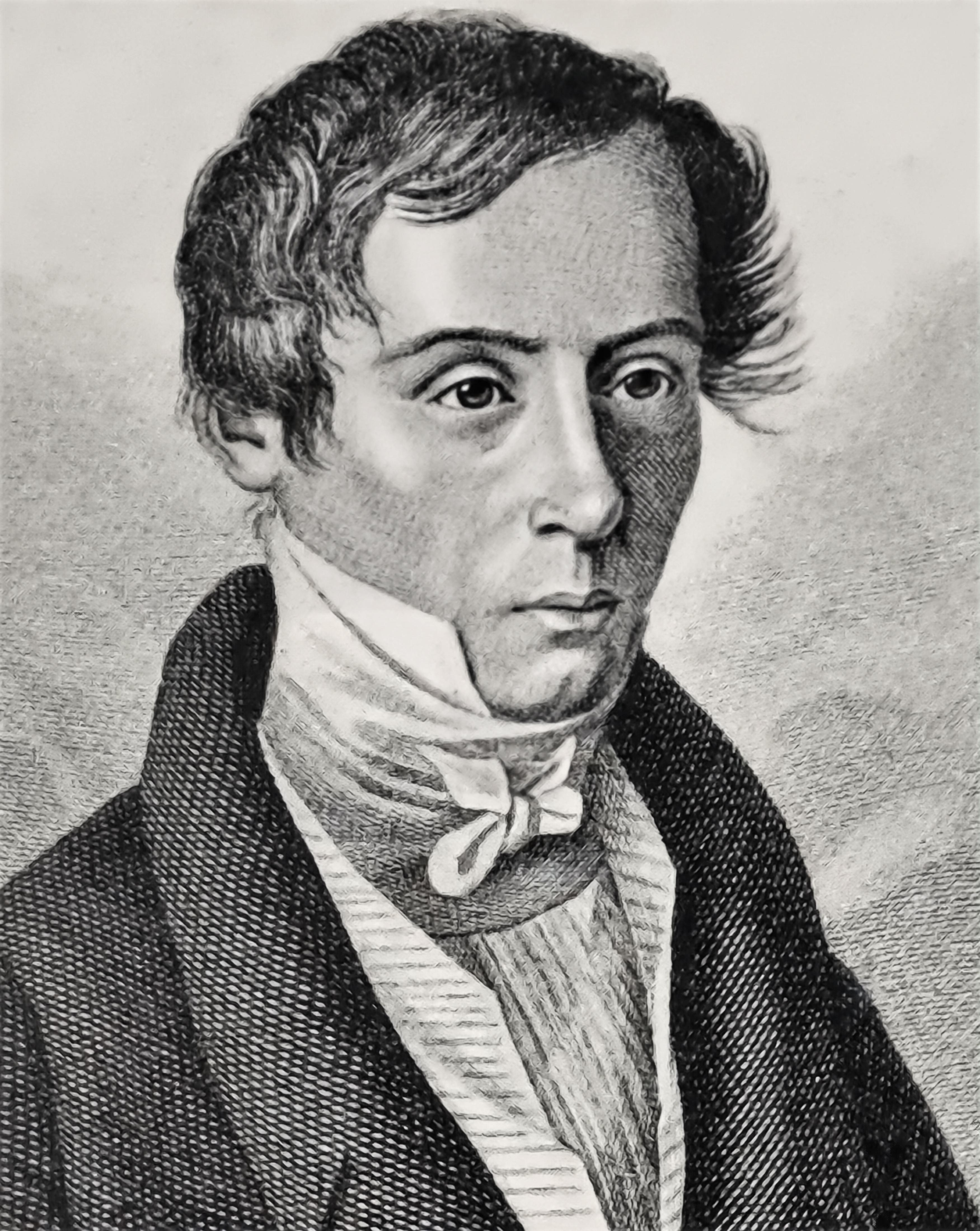
Augustin Jean Fresnel (1788-1827)

El 1810 Francesc Aragó (1786-1853) realitzà un experiment per a mesurar la velocitat de la llum que arriba dels estels, comparant el valor amb dotze hores de diferència. Al matí, quan s'observa un estel al zenit, la Terra s'apropa a l'estel, i s'hauria de mesurar una velocitat {\displaystyle c+v}, on {\displaystyle v} és la velocitat tangencial de rotació de la Terra i {\displaystyle c} la velocitat de la llum; mentre que dotze hores més tard, també per a un estel al zenit, la Terra s'allunya, i s'hauria de mesurar {\displaystyle c-v}. Ara bé l'experiència d'Aragó resultà negativa. Les diferències observades foren molt petites, del mateix ordre de magnitud que les observades entre diferents estels i perfectament atribuïbles a errors d'experimentació. Mig any després, Aragó repetí l'experiment i el resultat fou el mateix. La velocitat de translació de la Terra al votant del Sol tampoc no afecta la velocitat observada de la llum. L'única forma de resoldre aquesta aparent contradicció era la mesura directa de la velocitat de la llum.
Aragó definí els principis generals del sistema per mesurar directament la velocitat de la llum, però els seus problemes de visió li impediren participar en els experiments. Suposem que els fluxos d'aigua a les canonades a una velocitat  v . Segons la teoria de l'èter, la velocitat de la llum ha d'augmentar quan és "arrossegat" per l'aigua, i ha de disminuir quan ha de "superar" la resistència de l'aigua. Si {\displaystyle n} és l'índex de refracció de l'aigua, de manera que {\displaystyle c/n} és la velocitat de la llum en l'aigua immòbil, llavors la velocitat prevista de llum {\displaystyle w_{+}} quan la llum i l'aigua viatgen en el mateix sentit seria:
i la velocitat predita quan la llum viatja en sentit contrari al de l'aigua, seria:
Per tant, la llum que viatja contra el flux d'aigua ha de ser més lenta que la llum que viatja amb el flux d'aigua.
El 1818 Augustin Jean Fresnel (1788-1927) examinà els resultats d'Aragó utilitzant la teoria ondulatòria de la llum. Fresnel proposà que el medi per on es propaga la llum porta una mica de l'èter juntament amb ell, de manera que l'èter està en excés a l'interior del medi. Observà que la velocitat de propagació de les ones depèn de la densitat del medi i proposà que caldria que la velocitat de la llum en el medi s'hauria d'ajustar per una quantitat d'arrossegament. La velocitat de la llum en el medi, {\displaystyle v_{n}} sense cap ajust ve donada per:
La velocitat deguda a l'arrossegament, {\displaystyle v_{a}}, seria:
On {\displaystyle \rho _{e}} és la densitat de l'èter, {\displaystyle \rho _{em}} és la densitat de l'èter en el medi i {\displaystyle v} és la velocitat del medi respecte de l'èter.
El factor {\displaystyle 1-{\rho _{e}}/{\rho _{em}}} es pot escriure com {\displaystyle 1-{1}/{n^{2}}} perquè l'índex de refracció pot dependre de la densitat de l'èter. Aquesta expressió es coneix com el coeficient d'arrossegament de Fresnel, {\displaystyle f}. La velocitat de la llum dintre del medi, per exemple aigua, ve donada ara, en el cas de la llum viatjant en el mateix sentit que l'aigua, per:
Per contra, el britànic George Gabriel Stokes (1819-1903) defensava el 1845 que l'èter era arrossegat completament dintre dels medis materials. D'aquesta manera hi havia tres hipòtesis que calia comprovar: que l'èter no era arrossegat dintre d'un medi material, que sí que ho era, però de forma parcial, i que era arrossegat completament.

## Experiment

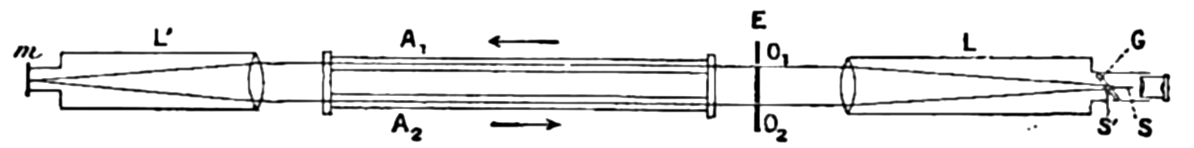
Esquema de l'aparell de Fizeau segons Mascart.

Amb l'objectiu de comprovar quina de les tres hipòtesis sobre l'arrossegament de l'èter dintre dels cossos materials era la correcta, Hippolyte Fizeau dissenyà un experiment per a mesurar com afectava la velocitat de la llum el fet de viatjar a favor d'un corrent d'aigua o en contra.
El muntatge realitzat per Fizeau consistia en un raig de llum que emanava de la font {\displaystyle S} i que era reflectit per un divisor de feix {\displaystyle G} i col·limat en un feix paral·lel per la lent {\displaystyle L}. Després de passar les escletxes {\displaystyle O_{1}} i {\displaystyle O_{2}}, els dos rajos de llum viatjaven a través dels tubs {\displaystyle A_{1}} i {\displaystyle A_{2}} de 148,7 cm de longitud i 5,3 mm de diàmetre, a través dels quals l'aigua es movia d'un costat a un altre, com es mostra per les fletxes. El moviment de l'aigua s'aconseguia amb uns dipòsits situats als extrems sobre els quals es podia exercir una pressió de més de 2 atmosferes i comunicar a l'aigua una velocitat entre 4 i 7 m/s. Aquesta velocitat la calculà mesurant el volum de l'aigua que sortida del tub cada segon.
Els raigs es reflectien en un mirall {\displaystyle m} en el focus de la lent {\displaystyle L'}, i retornaven per l'altre tub, això és els raigs que arribava pel tub {\displaystyle A_{1}} retornava pel tub {\displaystyle A_{2}}, i el raig que arribava pel tub {\displaystyle A_{2}} retornava pel tub {\displaystyle A_{1}}, de manera que un raig en els dos tubs es propagava en la mateixa direcció que el corrent d'aigua, i l'altre en la direcció oposada, també en els dos tubs. Després els dos rajos s'unien en {\displaystyle S'}, on produïen franges d'interferència que es podien visualitzar a través d'una lupa. El patró d'interferència pot ser analitzat per determinar la velocitat de la llum que viatja al llarg de cada tram de tub.
Fizeau realitzà denou experiències a velocitats de 3,7 m/s, 5,515 m/s i 7,059 m/s i trobà que es complia la fórmula:
amb un valor del coeficient d'arrossegament de Fresnel {\displaystyle f=0,404}, que, considerant els errors experimentals, era consistent amb el valor obtingut teòricament per Fresnel amb l'índex de refracció de l'aigua {\displaystyle n=1,333}:
{\displaystyle f=1-{\frac {1}{n^{2}}}=1-{\frac {1}{1,333^{2}}}=0,437}
En altres paraules, la llum semblava ser arrossegada per l'aigua, i els valors coincidien amb els càlculs fets per Fresnel, descartant que l'èter era arrossegat completament i, també, que no era arrossegat en absolut.

## Altres experiments

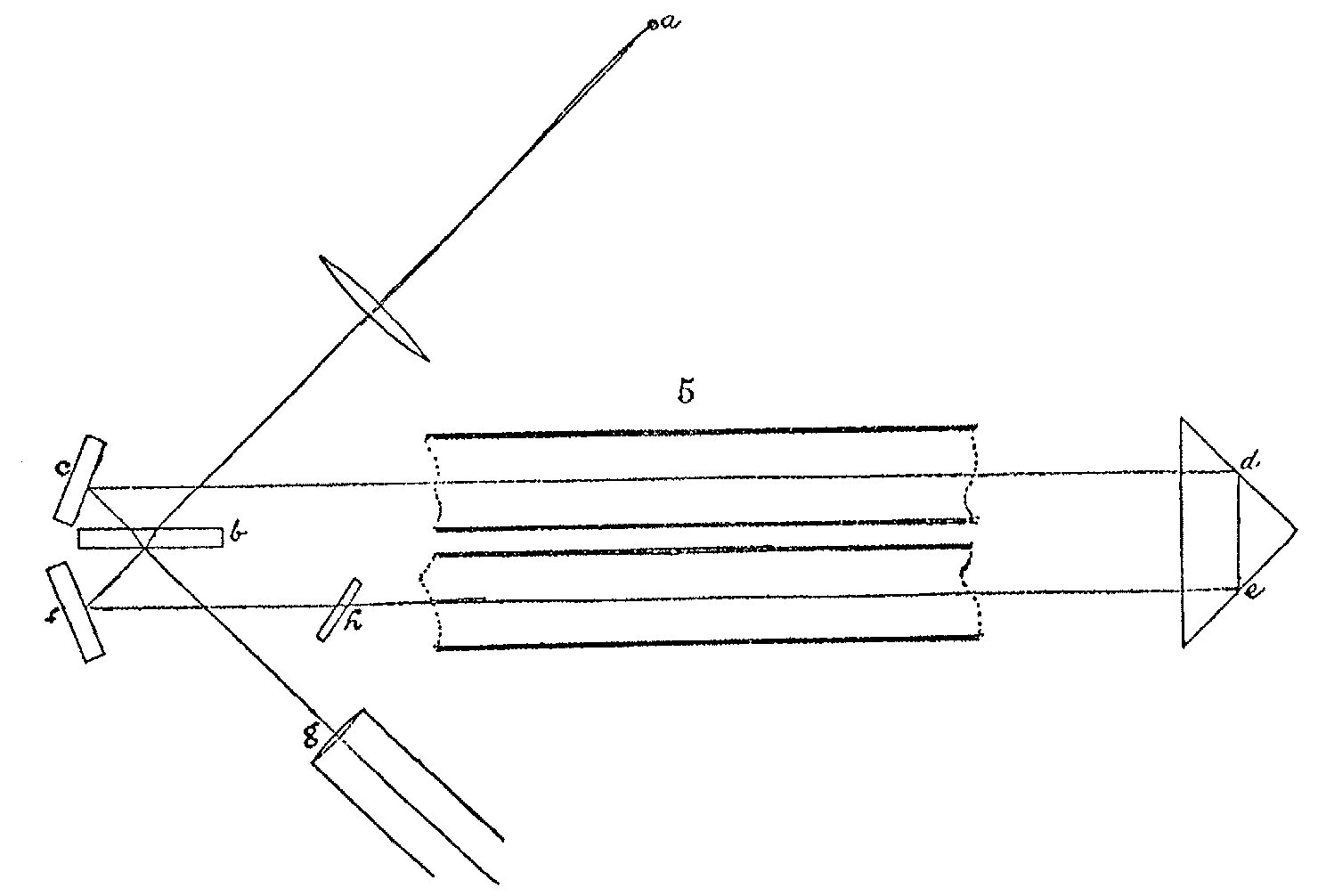
Esquema original del dispositiu emprat per Michelson i Morley.

Albert A. Michelson i Edward Morley el 1886 repetiren l'experiment de Fizeau amb una major precisió, millorant el disseny original en diversos punts: incrementaren el diàmetre dels tubs fins als 28 mm, ja que les de Fizeau eren de només 5,3 mm i dificultaven l'observació, ja que la velocitat de l'aigua disminueix prop de les parets dels tubs; empraren tubs més llargs, entre 3,022 m i 6,151 m, en dues sèries d'experiències; incrementaren la pressió de l'aigua fins a les 2,23 atm situant el dipòsit d'aigua a 23 m d'alçada, amb la qual cosa pogueren realitzar els experiments amb velocitats més constants des de 5,67 m/s fins a 8,72 m/s; el flux d'aigua es podia mantenir per més temps, fins als 3 minuts gràcies a un dipòsit més gran d'aigua; i empraren un interferòmetre més precís. Els resultats obtinguts donaren un coeficient d'arrossegament de Fresnel {\displaystyle f=0,434}, més proper al valor teòric de Fresnel {\displaystyle f=0,437} que l'obtingut per Fizeau {\displaystyle f=0,404}, confirmant plenament la fórmula de Fresnel.
L'holandès Pieter Zeeman entre 1914 i 1915 repetí l'experiment de Fizeau emprant una versió de l'aparell de Michelson connectat directament a un conducte d'aigua principal d'Amsterdam, de 7,5 cm de diàmetre interior, la qual cosa li permetia realitzar observacions entre 5 i 7 minuts amb tubs de 40 mm de diàmetre, 6 metres de longitud i velocitats de 5,5 m/s constants gràcies a la pressió constant. Zeeman realitzà mesuraments amb llum monocromàtica, des del violeta, de longitud d'ona 435,8 nm, fins al vermell de longitud d'ona 687,0 nm. Els seus resultats confirmaren el coeficient de Fresnel amb algunes correccions introduïdes per Lorentz.

## Explicació segons la teoria de la relativitat especial

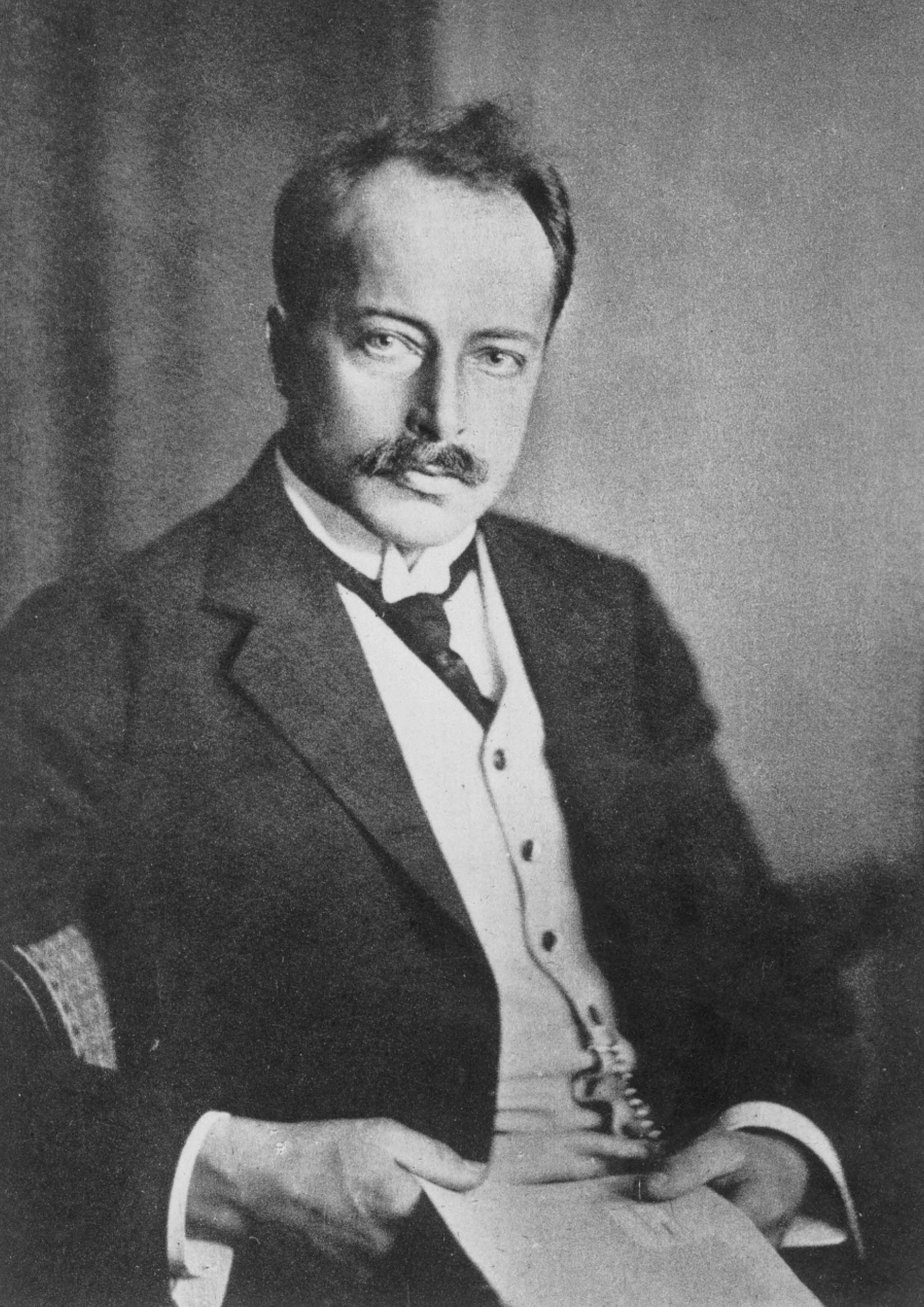
Max von Laue el 1914 quan li concediren el Premi Nobel de física.

El 1907 Max von Laue demostrà que el coeficient d'arrossegament de Fresnel es pot explicar fàcilment com una conseqüència natural de la fórmula relativista per a la suma de les velocitats, proposada per Albert Einstein el 1905 a la seva Teoria de la Relativitat Especial, pel cas de velocitats baixes. És a dir:
La velocitat de la llum en l'aigua immòbil és {\displaystyle c/n}. A partir de la llei de composició de velocitat es dedueix que la velocitat de la llum observada al laboratori, on l'aigua està fluint a una velocitat v (en la mateixa direcció que la llum) és:
{\displaystyle V_{LAB}={\frac {{\frac {c}{n}}+v}{1+{\frac {{\frac {c}{n}}v}{c^{2}}}}}={\frac {{\frac {c}{n}}+v}{1+{\frac {v}{cn}}}}}
Així, la diferència en la velocitat està (suposant v és petita en comparació amb c, aproximant-se a la primera correcció no trivial)
{\displaystyle V_{LAB}-{\frac {c}{n}}={\frac {{\frac {c}{n}}+v}{1+{\frac {v}{cn}}}}-{\frac {c}{n}}={\frac {{\frac {c}{n}}+v-{\frac {c}{n}}(1+{\frac {v}{cn}})}{1+{\frac {v}{cn}}}}}
{\displaystyle V_{LAB}={\frac {v\left(1-{\frac {1}{n^{2}}}\right)}{1+{\frac {v}{cn}}}}\approx v\left(1-{\frac {1}{n^{2}}}\right)}
Això és exacte quan {\displaystyle v/c<<1}, i està d'acord amb la fórmula basada en els mesuraments de Fizeau, que complien aquesta condició.